# Старый Пичеур
Старый Пичеур — село в Павловском районе Ульяновской области, административный центр Пичеурского сельского поселения.
Население — 586 (2010)

## Название
Пичеур — «небольшая возвышенность с сосновым лесом».

## География
Село находится в пределах Приволжской возвышенности, являющейся частью Восточно-Европейской равнины, на реке Ломовка, на высоте около 250 метров над уровнем моря. Восточнее села — крупный лесной массив. Рельеф местности холмистый.
В районе села распространены серые лесные почвы и чернозёмы оподзоленные.
Село расположено примерно в 20,7 км по прямой к северо-северо-западу от районного центра посёлка городского типа Павловка. По автомобильным дорогам расстояние до районного центра составляет 30 км, до областного центра города Ульяновска — 250 км.
Часовой пояс
Старый Печеур, как и вся Ульяновская область, находится в часовой зоне МСК+1. Смещение применяемого времени относительно UTC составляет +4:00.

## История
Основано в конце XVI века вместе с селом Найман, но возможно это ошибка, так как в Мордовии, возле Чамзинки, есть сёла Печеуры (Старые Пичуры) и Старые Найманы.
Старый Пичеур считается старейшим из сёл Павловского района. Окруженный плотным кольцом дремучих лесов, через село протекала бурная река Ломовка, богатая рыбой. Здесь прятались беглые раскольники, мордва и чуваши, не желавшие принимать христианство. Однако в XVIII веке здесь был построен храм в честь иконы Казанской Божией Матери, Николая Чудотворца и Михаила Архангела и село стало называться Архангельское.
В Списке населённых мест Российской империи по сведениям за 1859 год, упоминается как казённое село Старый Печеур (Архангельское) Хвалынского уезда Саратовской губернии, расположенное при реке Ломовке, по правую сторону тракта из города Хвалынска в квартиру второго стана и в Кузнецкий уезд на расстоянии 79 вёрст от уездного города. В населённом пункте насчитывался 151 двор, проживали 489 мужчин и 537 женщин, имелась православная церковь.
Согласно переписи 1897 года в селе Старый Печур проживали 1626 жителей (769 мужчин и 857 женщины), все православные.
Согласно Списку населённых мест Саратовской губернии 1914 года село Старые Печеуры являлось волостным селом Старо-Печеурской волости. По сведениям за 1911 год в селе проживали преимущественно бывшие государственные крестьяне, мордва и великороссы, составлявшие одно сельское общество, к которому относилось 314 дворов, в которых проживали 1063 мужчины и 1082 женщины, всего 2145 жителей. Не входили в состав сельского общества 8 хозяйств, 21 мужчина и 21 женщин, всего 42 человека. Имелись церковь, церковно-приходская и министерская школы, фельдшерско-акушерский пункт.
С ВОВ не вернулось 186 человек.
7 июля 1953 года были объединены сельсоветы:
- Голодяевский, Мордово-Канадейский и Никитинский — в один Голодяевский сельский Совет с центром с. Голодяевка.
- Барановский, Губашевский, Давыдовский и Болдасьевский — в один Барановский сельский Совет с центром с. Барановка.
- Сухо-Терешанский, Русско-Зимницкий и Бело-Ключевский — в один Сухо-Терешанский сельский Совет с центром с. Сухая Терешка.
- Старопичеурский, Старочирковский, Лапаевский и Новоалексеевский — в один Старопичеурский сельский Совет с центром с. Старый Пичеур.

## Население
Динамика численности населения по годам:
| Годы      | 1859 | 1897 | 1911 | 1989 | 2002 |
| --------- | ---- | ---- | ---- | ---- | ---- |
| Население | 1026 | 1626 | 2187 | ≈910 | 630  |

| 2010 |
| ---- |
| 586  |

Национальный состав
Согласно результатам переписи 2002 года мордва составляла 51 % населения села, русские — 47 %.

## Достопримечательности
- Озеро Поганое с прилегающими реликтовыми лесами[15].
- Озеро Светлое с прилегающими лесными массивами[16].
- Памятник-обелиск воинам, погибшим в годы Великой Отечественной войны (1971 г.)[12].